# Hemelrijk (Essen)
Hemelrijk is de naam van een domein en landschap in de Antwerpse plaats Essen.
Vroeger lag hier een uitgestrekt domein met een in 1835 gebouwd kasteel. Dit kasteel werd in 1970 gesloopt, maar veel bijgebouwen bleven bestaan en ook het domein bleef deels behouden. Onder leiding van Russell Page werd hier omstreeks 2000 een landschappelijk arboretum aangelegd. Verder kenmerkt het domein zich door dreven, pachthoeven met akkers en weiden, vijvers en bossen. Op het domein vindt men ook de Quarantainestallen en enkele boerderijen, de oudste is de Kiekenhoeve van 1767. Het arboretum beslaat 107 ha en bevat 6000 soorten. Er zijn ook enkele thematuinen.